# 국도 제72호선 (미국)

멤피스의 지도상에서 서쪽으로 보이게 되는 US 72의 지도.

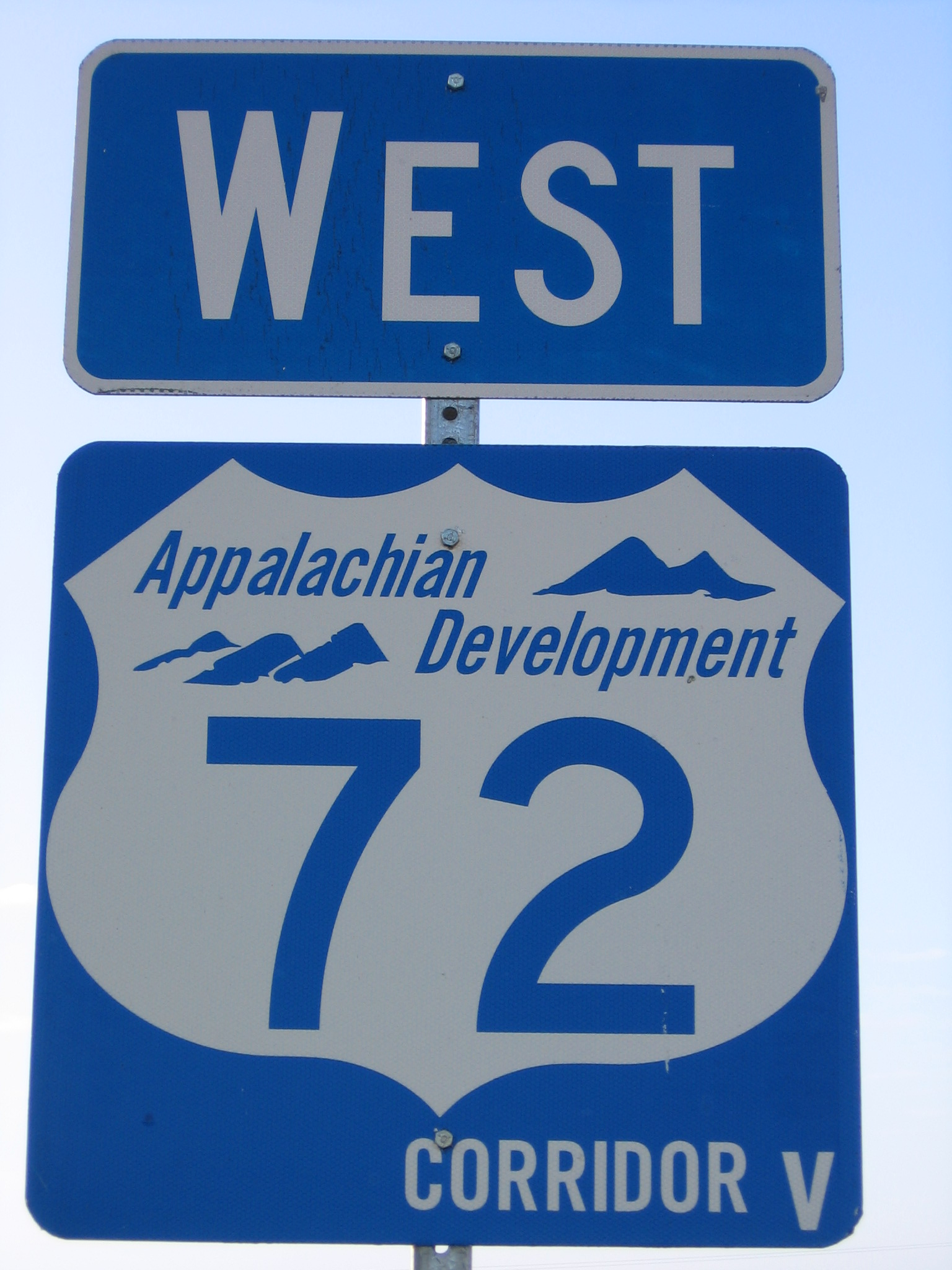
US 72/Corridor V reassurance shield

1926년 당시 앨라배마주에 부착된 72번 국도의 표지판

미국 72번 국도(U.S. Route 72, US 72)는 테네시주의 멤피스와 채터누가를 사이에 둔 총 연장 542 km(337 mi) 구간을 가진 미국의 일반 국도이다. 공교롭게도 이 도로는 중간에 미시시피주와 앨라배마주를 거쳐서 가는 특이한 도로망이기도 하다.

## 주요 접촉 도로
테네시주
- 멤피스 : 국도 제64호선, 국도 제70호선, 국도 제79호선, 주간고속도로 제240호선 (멤피스주)(영어판)
- 콜리에빌(영어판) : 주간고속도로 제269호선(영어판)

미시시피주
- 코린스 (미시시피주) : 국도 제45호선

앨라배마주
- 애선스 : 국도 제31호선, 주간고속도로 제65호선
- 헌츠빌 : 주간고속도로 제565호선(영어판), 국도 제231호선 (미국)(영어판), 국도 제431호선 (미국)(영어판)

테네시주
- 킴벌(영어판) : 주간고속도로 제24호선, 국도 제64호선[1]
- 재스퍼(영어판) : 국도 제41호선
- 채터누가 : 국도 제11호선, 국도 제41호선, 국도 제64호선, 국도 제27호선, 주간고속도로 제24호선

## 같이 보기
- 미국의 일반 국도 목록(영어판)
- 사우전 락 오페라(영어판) - 드라이브 바이 트럭커스(영어판)의 앨범에 US 72번 국도가 수록되어 있는 것으로 보임.